# Московская жара
«Московская жара» (англ. Moscow Heat) — художественный фильм Джеффа Челентано.

## Сюжет
В Нью-Йорке погибает молодой полицейский. Его отец Роджер Чемберс (Майкл Йорк), бывший дипломат, отправляется в Россию на поиски убийцы. На московских улицах дипломат оказывается в безвыходном положении, но ему на помощь приходит капитан милиции Влад Степанов (Александр Невский) — борец за справедливость.

## В ролях
| Актёр                | Роль           |
| -------------------- | -------------- |
| Майкл Йорк           | Роджер Чемберс |
| Александр Невский    | Влад Степанов  |
| Эдриан Пол           | Эндрю Чемберс  |
| Роберт Мэдрид        | Руди Соуза     |
| Джоанна Пакула       | Саша           |
| Эндрю Дивофф         | Эдвард Уэстон  |
| Александр Белявский  | дедушка Влада  |
| Александр Изотов     | подполковник   |
| Мария Голубкина      | Мария          |
| Сергей Горобченко    | Олег Битц      |
| Юрий Шерстнёв        | заключённый    |
| Ричард Тайсон        | Николай Климов |
| Геннадий Венгеров    | Шишов          |
| Станислав Эвентов    | сержант Чехов  |
| Евгений Березовский  | Борис          |
| Виктория Талышинская | Инна           |

### Роли дублировали
- Никита Прозоровский — Роджер Чемберс
- Всеволод Кузнецов — Влад Степанов
- Юрий Брежнев — Эндрю Чемберс
- Александр Груздев — Руди Соуза
- Ольга Зубкова — Саша
- Александр Новиков — Эдвард Уэстон
- Рудольф Панков — дедушка Влада
- Василий Дахненко — подполковник
- Марианна Шульц — Мария
- Борис Шувалов — Олег Битц
- Денис Беспалый — Николай Климов
- Андрей Бархударов — Игорь (Григорий Леваков)
- Андрей Казанцев — сержант Чехов (Станислав Эвентов)
- Сергей Чекан — конгрессмен Шишов (Геннадий Венгеров)

## Критика
Фильм получил исключительно негативные отзывы от кинокритиков.
Алекс Экслер отметил что фильм представляет собой «тупой и кретинский» боевик.
«КоммерсантЪ» и Евгений Баженов также дали фильму негативные отзывы.